# Lapparentosaurus madagascariensis
Lapparentosaurus madagascariensis Bonaparte, 1986 è un dinosauro sauropode vissuto nel Giurassico medio (Bathoniano, tra 167,7 e 164,7 milioni di anni fa) i cui resti fossili sono stati rinvenuti in Madagascar.

## Etimologia
Il suo nome significa "Lucertola di Lapparent", in onore del paleontologo francese Albert Auguste Cochon de Lapparent.

## Descrizione
Per crescere fino all'età adulta un Lapparentosaurus doveva aspettare solo 12 anni, il motivo, probabilmente, era che i dinosauri che cresevano più in fretta avevano anche più possibilità di sopravvivenza perché i grossi adulti erano meno attaccati dai grandi predatori. Le sue vertebre quasi solide rendevano il dinosauro più pesante rispetto agli altri sauropodi. La sua piccola e amplia testa conteneva denti ad uncino per staccare bene le foglie dagli alberi alti o dagli arbusti. Poiché il collo assomiglia a quello del Brachiosaurus, alcuni studiosi ipotizzano che tra i due taxa ci sia un rapporto filogenetico.
Probabilmente le zampe contenevano tessuti connettivi che riempivano le ossae distribuivano il colossale peso su un'area molto più vasta.